# Pristis pectinata
Pristis pectinata (Latham, 1794), comunemente chiamato pesce sega denti piccoli, è un pesce cartilagineo appartenente alla famiglia Pristidae. Può raggiungere i 7,6 metri di lunghezza ed i 350 kg di peso. Si tratta di una specie attualmente a forte rischio di estinzione.

## Distribuzione e habitat
La specie è tipica delle zone tropicali e subtropicali dell'Atlantico. Anni fa era possibile ritrovarla nelle zone costiere da entrambi i lati di questo oceano, ed era stata segnalata  anche nel Mediterraneo e nell'Oceano indiano. In tempi recenti il suo areale sembra essersi ristretto drasticamente alla zona caraibica ed al Golfo del Messico, in particolare sulle coste sud e sudorientali della Florida mentre per quanto riguarda le coste africane esistono attualmente poche segnalazioni e non sufficientemente affidabili. Le segnalazioni della specie al di fuori dell'Atlantico secondo alcuni studiosi potrebbero però essere legate ad errori di riconoscimento, essendo facile confonderla con altre appartenenti allo stesso genere.
Vive abitualmente in acque poco profonde, sui fondali sabbiosi o melmosi, spingendosi anche  vicino a riva. Frequenta baie ed estuari, soprattutto nel periodo giovanile, mostrando la capacità di adattarsi alle acque salmastre, risalendo talvolta anche corsi d'acqua dolce.

## Descrizione
La struttura è quella tipica del genere Pristis, con la parte anteriore del corpo appiattita sul piano orizzontale, che nel muso termina con un rostro lungo circa un quarto del corpo, bordato da una serie di 24-32 spine che si dipartono lateralmente ad intervalli regolari, da cui il nome di pesce sega. Le pinne pettorali sono ampie, seguite dalle due pinne ventrali, ben distinte dalle precedenti, alla cui base nei maschi si ritrovano gli emipeni. Mancano pinne anali. Gli occhi sono piccoli e seguiti dai due larghi spiracoli. La bocca è posta sul lato ventrale, preceduta da due narici bilobate. I denti sono disposti su una serie di 10-12 file su entrambe le mascelle. Sempre sul lato ventrale si aprono bilateralmente le cinque fessure branchiali, di piccole dimensioni. La parte posteriore del corpo è simile a quella degli squali, con due pinne dorsali triangolari di dimensioni quasi equivalenti, la prima delle quali posta alla stessa altezza delle ventrali. La pinna caudale è triangolare, più sviluppata nella sezione superiore, rispetto a quella inferiore. 

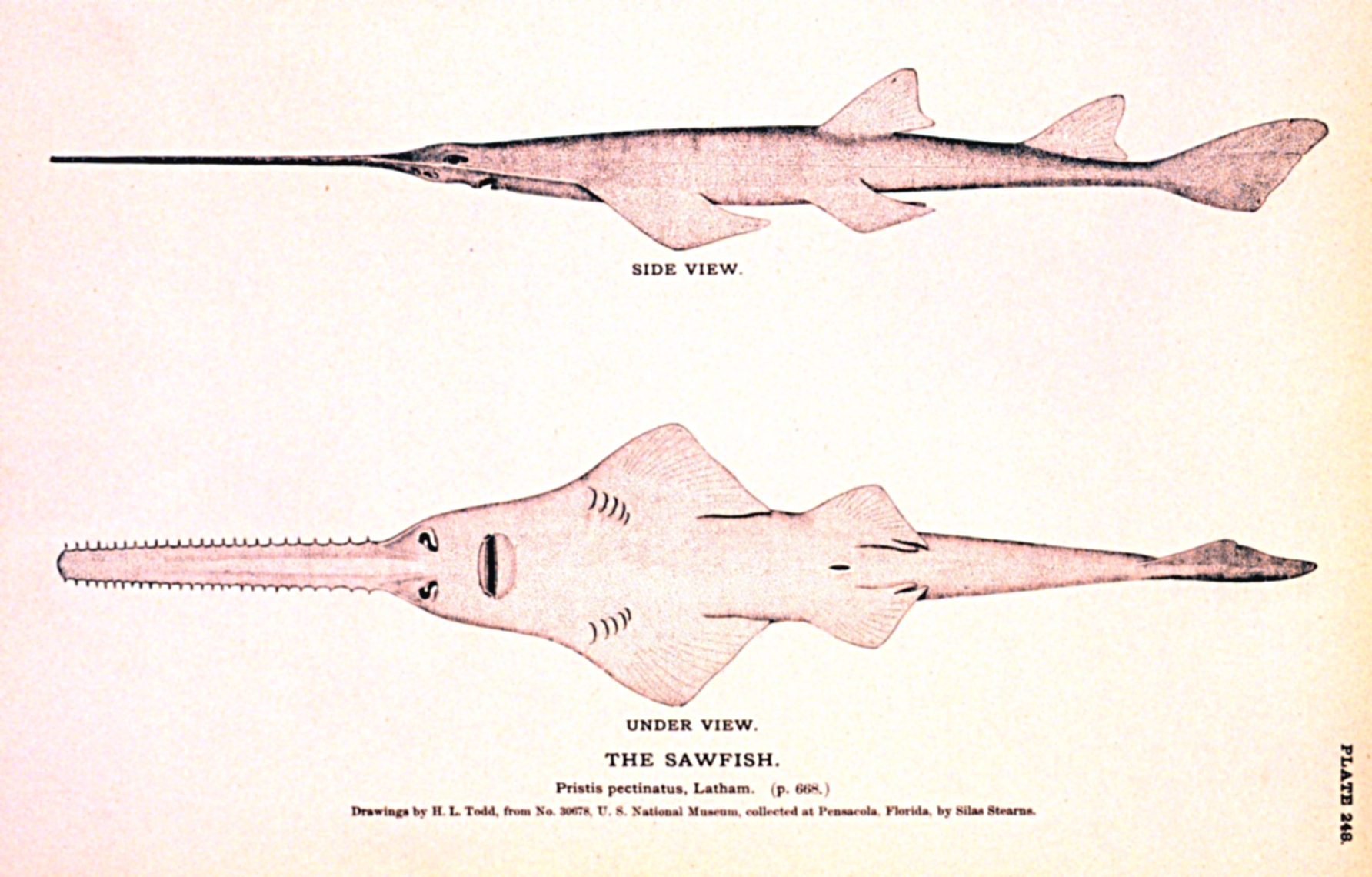

Il colore è grigio più o meno scuro o bruno-giallastro, talvolta con i bordi delle pinne chiari o giallo più intenso, mentre il lato ventrale è chiaro, bianco lattiginoso o grigio pallido.
Si tratta della specie di dimensioni maggiori nel genere Pristis, con una lunghezza massima registrata di 7,6 metri, anche se sono più comuni misurazioni intorno ai 5 metri .

## Biologia
Si tratta di animali sulla cui biologia ed abitudini si conosce ancora poco, data la difficoltà delle osservazioni, per lungo tempo solo indirette, legate agli esemplari pescati o ai pochissimi mantenuti in cattività. Solo in epoca recente, con l'avvio delle campagne di salvaguardia e grazie a nuovi strumenti di osservazione, si sono cominciati a raccogliere elementi significativi. Non è tuttora chiaro l'età che questi pesci possono raggiungere, anche se i dati raccolti e le registrazioni su specie simili fanno ritenere plausibile una durata del ciclo vitale tra i 20 e i 40 anni.

### Comportamento
Lo si può osservare appoggiato su fondali sabbiosi o melmosi, a profondità moderata. Non è un grande nuotatore, e le osservazioni su esemplari marchiati indicano abitudini prevalentemente stanziali, con limitati movimenti migratori. Sembra inoltre prediligere acque calde, tra i 22 ed i 28 °C, e nel periodo giovanile, livelli di salinità tendenzialmente bassi (18-24 psu). Non è abitualmente pericoloso per l'uomo, se non in caso di minaccia, a cui può reagire usando il rostro come efficace arma di difesa.

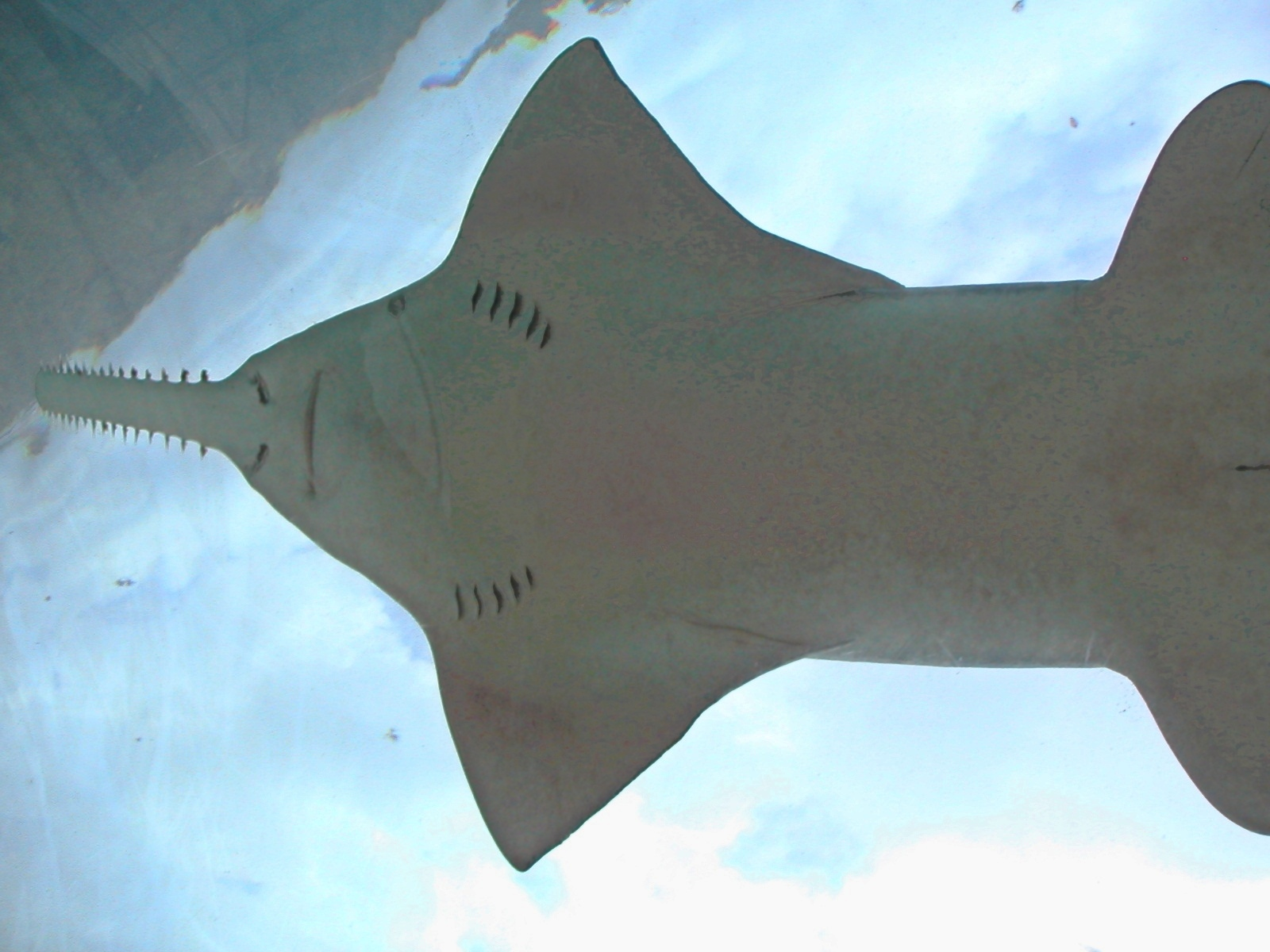
Vista ventrale di P. Pectinata

### Alimentazione
Come animale prettamente bentonico, si nutre di piccoli crostacei, molluschi ed altre creature di fondo di piccole dimensioni, che scova usando il rostro. Questo viene usato anche per cacciare i piccoli pesci di branco, soprattutto mugilidi e clupeidi, che vengono uccisi tramite rapidi movimenti laterali.

### Riproduzione
Si tratta di una specie ovovivipara sprovvista di placenta: le uova si schiudono nell'utero, dove prosegue lo sviluppo embrionale, prima del parto. Alla nascita i piccoli, tra i 15 e 20 per gestazione, sono lunghi 60–80 cm e presentano un rostro flessibile e dotato di un tessuto di protezione, che viene perso nel periodo successivo al parto, per permettere la ricerca del cibo e la difesa .

## Pesca

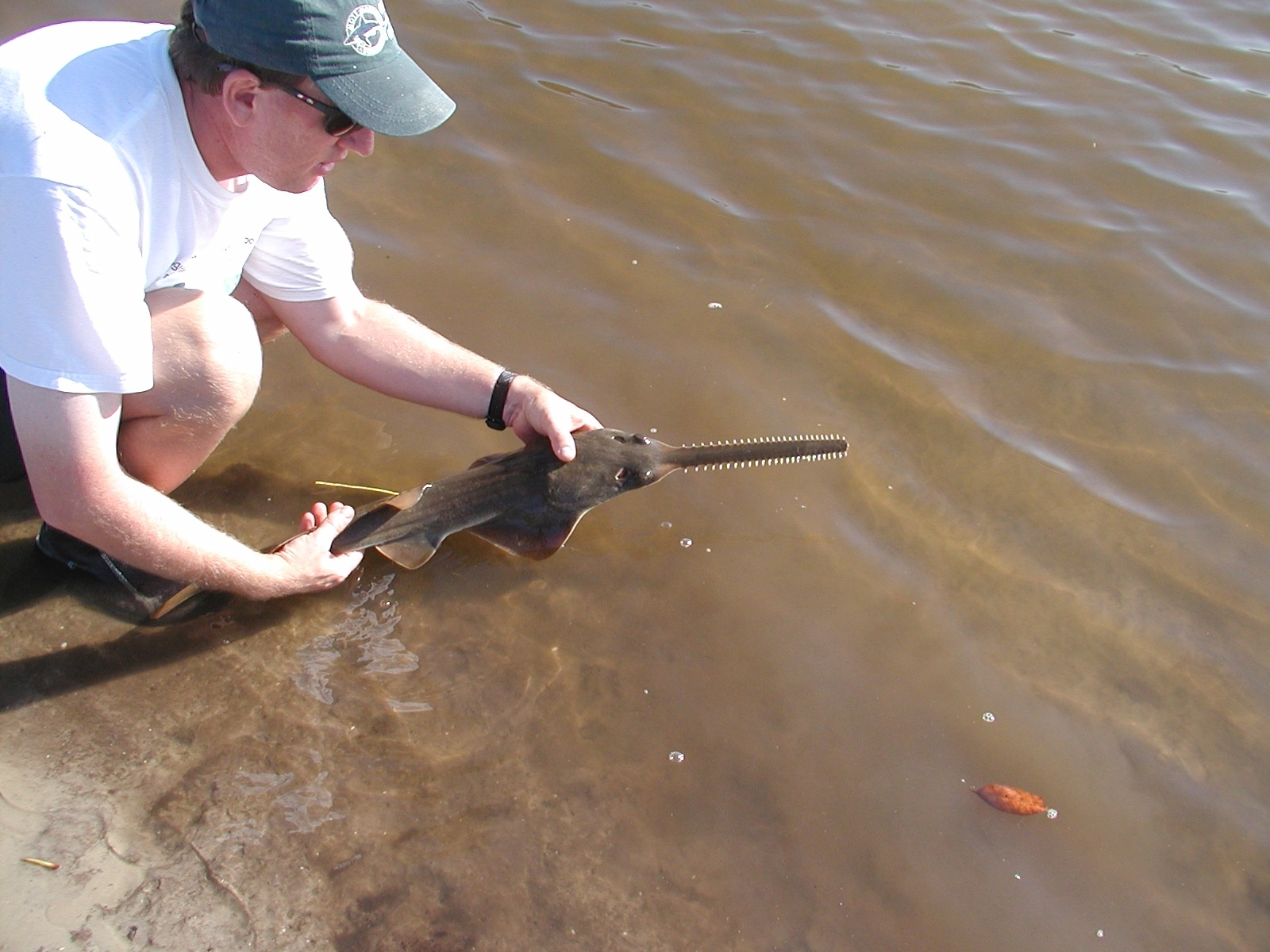
Esemplare molto giovane rilasciato dopo marchiatura

Pur non essendo oggetto di pesca diretta, viene catturato per errore nelle reti o con ami innescati, da cui purtroppo raramente lo si riesce a liberare indenne. In passato era oggetto di pesca sportiva e privato del rostro, conservato come trofeo.

## Stato di conservazione
L'aumento dei livelli di inquinamento, la progressiva diminuzione degli habitat, tra cui particolarmente delicate per la sua riproduzione sono le zone di mangrovie, la pressione dovuta alla pesca ed il basso tasso di riproduzione hanno fatto scomparire il pesce sega da quasi tutte le zone dove una volta era presente, ed anche dove veniva segnalato con più frequenza oggi questa specie è diventata molto rara, mettendone in serio rischio la sopravvivenza. Per questo è inserita nella lista IUCN tra le specie in situazione critica (CR), a forte rischio di estinzione. Negli Stati Uniti, dove è stata stimata una diminuzione della popolazione rispetto al passato tra il 95 ed il 99%, sono state avviate alcune iniziative di tutela specifiche per la salvaguardia di questo pesce. Hanno come obiettivi la protezione dalle minacce derivanti dall'attività umana, la salvaguardia degli habitat tipici dove il pesce sega vive, e l'incremento degli esemplari al fine di riconquistare le zone dove viveva un tempo, e prevedono tra l'altro la proibizione di ogni tipo di cattura, il mantenimento delle riserve esistenti e lo studio tramite campagne specifiche, utilizzando apposite marcature e dispositivi di rilevazione dati a distanza..